# Vivi Janiss
Vivi Janiss (* 29. Mai 1911 in Omaha, Nebraska; † 7. September 1988 in Los Angeles, Kalifornien) war eine US-amerikanische Schauspielerin und Sängerin. Einige Quellen geben als Geburtsdatum den 29. Januar 1911 an.

## Leben
Janiss wurde als Vivian Audrey Jamison in Omaha geboren und war die einzige Tochter von Helen Matilda Liljgren und Earl Alexander Jamison; sie betrieben in den 1920er und 1930er Jahren ein Wandertheater im Mittleren Westen der Vereinigten Staaten und ließen sich schließlich im US-Bundesstaat Kalifornien nieder.
1933 lernte sie ihren ersten Ehemann, den Schauspieler Robert Cummings kennen, mit dem sie vom 27. Februar 1935 bis zu ihrer Scheidung am 17. September 1943 verheiratet war. Vom 26. März 1955 war sie in zweiter Ehe – bis zu ihrem Tod – mit dem Schauspieler John Larch verheiratet.
Janiss starb in Sherman Oaks im Alter von 77 Jahren.

## Karriere
Janiss begann ihre Karriere 1934 unter dem Künstlernamen Vivian Janis bei der Broadway-Revue Ziegfeld Follies, wo sie den Vernon-Duke-Standard „I Like the Likes of You“ prägte; später sang sie auch in Nachtclubs. Während ihrer Zeit bei den Ziegfeld Follies in New York City lernte sie ihren späteren Ehemann Robert Cummings kennen.
In den 1950er Jahren spielte sie gelegentlich in hochwertig in Los Angeles produzierten halbstündigen CBS-Radiosendungen wie Rauchende Colts und Escape mit; in der Folge The Cabin von Rauchende Colts spielte sie Belle, die ihr Leben als Prostituierte aufgibt, nachdem sie einen Monat lang von zwei Gesetzlosen gefangen gehalten wurde. An der Seite von Frank Lovejoy hatte sie eine Gastrolle in dem Hörspiel Nightbeat.
Janiss trat in mehreren Fernsehserien auf, darunter im Lux Video Theatre (1950), in Ben Casey (1961), Route 66, Polizeibericht, Twilight Zone, Cannon sowie Barney Miller; in der Sitcom Vater ist der Beste spielte sie Myrtle Davis, die Nachbarin der Familie Anderson.
Sie war auch in Filmen wie Der vierte Mann (1952), The Phantom from 10,000 Leagues (1955), Spring Reunion (1957) und Die Horde des Teufels (1962) zu sehen. Ihren letzten Auftritt vor der Kamera hatte sie 1983 in dem Fernsehfilm The Young Landlords.
Im deutschen Sprachraum wurde Janiss, die auch die englische Stimme von Walt Disneys Figur Daisy Duck war, unter anderem von Evamaria Bath, Ursula Krieg, Tilly Lauenstein, Luise Lunow, Christel Merian, Hannelore Minkus, Gisela Rimpler, Gisela Trowe, Ingeborg Wellmann und Inge Wolffberg synchronisiert.

## Filmografie (Auswahl)

### Film
- 1952: Der vierte Mann (Kansas City Confidential)
- 1953: Taxi 539 antwortet nicht ( 	99 River Street )
- 1954: Donalds Tagebuch (Donald’s Diary; Kurzfilm)
- 1955: The Phantom from 10,000 Leagues
- 1956: Die erste Kugel trifft (The Fastest Gun Alive)
- 1956: Spring Reunion
- 1957: Man on the Prowl
- 1962: Pages of Death (Kurzfilm, Lehrfilm)
- 1977: Stadt der Gewalt (The City; Fernsehfilm)
- 1978: Am Anfang weint man (First, You Cry; Fernsehfilm)
- 1983: The Young Landlords (Fernsehfilm)

### Fernsehen
- 1949: Your Witness (1 Folge)
- 1952–1955: Polizeibericht (Dragnet, 5 Folgen)
- 1952–1955: Gang Busters
- 1953: Four Star Playhouse
- 1953: Im Wilden Westen (Death Valley Days, 1 Folge)
- 1953–1954: I Love Lucy (2 Folgen)
- 1953–1954: I Led 3 Lives
- 1953–1955: You Are There
- 1953–1957: Schlitz Playhouse of Stars
- 1954: Ihr Star: Loretta Young (The Loretta Young Show, Letter to Loretta)
- 1954: Big Town
- 1954: I Married Joan
- 1954: Climax!
- 1954–1955: The George Burns and Gracie Allen Show
- 1954–1956: It’s a Great Life (4 Folgen)
- 1954–1957: The Life of Riley (3 Folgen)
- 1954–1958: Studio 57
- 1954–1959: Vater ist der Beste (Father Knows Best, 13 Folgen)
- 1955: Geschichten, die der Alltag schrieb (TV Reader’s Digest, 1 Folge)
- 1955: City Detective
- 1955: Treasury Men in Action
- 1955: Your Play Time
- 1955: The Man Behind the Badge
- 1955: Streifenwagen 2150 (Highway Patrol, 1 Folge)
- 1955: The Ford Television Theatre
- 1955: Crossroads
- 1955–1956: Jane Wyman Show (Jane Wyman Presents The Fireside Theatre, 3 Folgen)
- 1956: Playwrights ’56
- 1956: Cavalcade of America
- 1956: Crusader
- 1956: Alfred Hitchcock präsentiert (Alfred Hitchcock Presents, 1 Folge)
- 1956: Lux Video Theatre
- 1956–1957: Telephone Time
- 1957: Rauchende Colts (Gunsmoke, 1 Folge)
- 1957: Panic!
- 1957: The 20th Century-Fox Hour
- 1957: Code 3
- 1957: NBC Matinee Theatre
- 1957, 1959: State Trooper (2 Folgen)
- 1958: Wenn man Millionär wär (The Millionaire, 1 Folge)
- 1958: Date with the Angels
- 1958: Cimarron City (1 Folge)
- 1958: Trackdown
- 1958–1960: Goodyear Theatre
- 1959: Lawman (1 Folge)
- 1959: Make Room for Daddy (auch: The Danny Thomas Show)
- 1959: This Man Dawson
- 1959: Wells Fargo (1 Folge)
- 1959: Westinghouse Desilu Playhouse
- 1959: Abenteuer im wilden Westen (Dick Powell’s Zane Grey Theater, 1 Folge)
- 1959: The Further Adventures of Ellery Queen
- 1959–1962: Wagon Train
- 1960: Kein Fall für FBI (The Detectives, 1 Folge)
- 1960: Unglaubliche Geschichten (The Twilight Zone, 1 Folge)
- 1960: Am Fuß der blauen Berge (Laramie, 1 Folge)
- 1960: Outlaws
- 1960: Route 66
- 1961: Ende gut – alles gut (The Jim Backus Show, Hot Off the Wire)
- 1961: Schauplatz Los Angeles (The New Breed)
- 1961: Polizeirevier 87 (87th Precinct)
- 1961: Unter heißem Himmel (Follow the Sun)
- 1962: Have Gun – Will Travel
- 1962: Hennesey (1 Folge)
- 1962: Ben Casey (2 Folgen)
- 1962: Perry Mason (1 Folge)
- 1962, 1967: Die Leute von der Shiloh Ranch (The Virginian, 2 Folgen)
- 1964: Stunde der Entscheidung (Kraft Suspense Theatre, 1 Folge)
- 1966–1970: FBI
- 1967: Judd, for the Defense
- 1968: Hawaii Fünf-Null (Hawaii Five-O, 1 Folge)
- 1969: Mannix (1 Folge)
- 1974: Die Straßen von San Francisco (The Streets of San Francisco, 1 Folge)
- 1974–1975: Cannon (2 Folgen)
- 1975: Bumpers Revier (The Blue Knight, 1 Folge)
- 1977: Wir vom 12. Revier (Barney Miller, 1 Folge)
- 1977: Detektiv Rockford – Anruf genügt (The Rockford Files, 1 Folge)
- 1978: Richie Brockelman, Private Eye
- 1979: Barnaby Jones (1 Folge)
- 1979: House Calls

## Theater (Auswahl)
- 1934: Ziegfield Follies of 1934 (Winter Garden Theatre, New York City)[13]
- 1947: Miracle in the Mountains (Playhouse Theatre, New York City)[14][15]